# Wielki Potok
Wielki Potok – nieoficjalna część wsi Binarowa w Polsce położona w województwie małopolskim, w powiecie gorlickim, w gminie Biecz.
Miejscowość wchodzi w skład sołectwa Binarowa.
W latach 1975–1998 miejscowość położona była w województwie krośnieńskim.